# Bahnstrecke Stadskanaal–Ter Apel Rijksgrens
| |                      |                                      |                                      |
| Streckenlänge: | 22,4 km              |                                      |                                      |
| Spurweite: | 1435 mm (Normalspur) |                                      |                                      |
| Streckengeschwindigkeit: | 30 km/h              |                                      |                                      |
| |                      |                                      |                                      |
| \| \| \| von Zuidbroek \| \| \| \| 0 \| Stadskanaal \| Stadskanaal \| \| \| 1,5 \| Stadskanaal Oost \| Stadskanaal Oost \| \| \| 3,5 \| Nieuw Buinen \| Nieuw Buinen \| \| \| \| von Philips Stadskanaal \| \| \| \| \| \| \| \| \| 6,3 \| Eerste Exloërmond \| Eerste Exloërmond \| \| \| 8,9 \| Musselkanaal-Valthermond \| Musselkanaal-Valthermond \| \| \| \| Hafenanschluss \| \| \| \| 9,6 \| \| \| \| \| \| Vledderdiep \| \| \| \| \| Eerste Valthermond \| \| \| \| 10,7 \| Zandberg \| Zandberg \| \| \| \| N 366 \| \| \| \| 13,0 \| Ter Apelkanaal-Vetstukkenmond \| Ter Apelkanaal-Vetstukkenmond \| \| \| 16,0 \| Ter Apel \| Ter Apel \| \| \| \| Ruiten-Aa-kanaal \| \| \| \| \| Haren-Rütenbrock-Kanal \| \| \| \| \| N 366 \| \| \| \| 21,1 \| Ter Apel Rijksgrens \| Ter Apel Rijksgrens \| \| \| 22,4 \| Staatsgrenze Niederlande/Deutschland \| Staatsgrenze Niederlande/Deutschland \| |                      |                                      |                                      |
| Strecke |                      | von Zuidbroek                        | von Zuidbroek                        |
| Bahnhof | 0                    | Stadskanaal                          | Stadskanaal                          |
| ehemaliger Bahnhof | 1,5                  | Stadskanaal Oost                     | Stadskanaal Oost                     |
| Bahnhof | 3,5                  | Nieuw Buinen                         | Nieuw Buinen                         |
| Abzweig geradeaus und ehemals von links |                      | von Philips Stadskanaal              | von Philips Stadskanaal              |
| Abzweig geradeaus und ehemals von rechts |                      |                                      |                                      |
| ehemaliger Bahnhof | 6,3                  | Eerste Exloërmond                    | Eerste Exloërmond                    |
| Bahnhof | 8,9                  | Musselkanaal-Valthermond             | Musselkanaal-Valthermond             |
| Abzweig geradeaus und ehemals nach links |                      | Hafenanschluss                       | Hafenanschluss                       |
| | 9,6                  |                                      |                                      |
| Brücke über Wasserlauf (Strecke außer Betrieb) |                      | Vledderdiep                          | Vledderdiep                          |
| Brücke über Wasserlauf (Strecke außer Betrieb) |                      | Eerste Valthermond                   | Eerste Valthermond                   |
| Haltepunkt / Haltestelle (Strecke außer Betrieb) | 10,7                 | Zandberg                             | Zandberg                             |
| Bahnübergang (Strecke außer Betrieb) |                      | N 366                                | N 366                                |
| Bahnhof (Strecke außer Betrieb) | 13,0                 | Ter Apelkanaal-Vetstukkenmond        | Ter Apelkanaal-Vetstukkenmond        |
| Bahnhof (Strecke außer Betrieb) | 16,0                 | Ter Apel                             | Ter Apel                             |
| Brücke über Wasserlauf (Strecke außer Betrieb) |                      | Ruiten-Aa-kanaal                     | Ruiten-Aa-kanaal                     |
| Brücke über Wasserlauf (Strecke außer Betrieb) |                      | Haren-Rütenbrock-Kanal               | Haren-Rütenbrock-Kanal               |
| Bahnübergang (Strecke außer Betrieb) |                      | N 366                                | N 366                                |
| Bahnhof (Strecke außer Betrieb) | 21,1                 | Ter Apel Rijksgrens                  | Ter Apel Rijksgrens                  |
| | 22,4                 | Staatsgrenze Niederlande/Deutschland | Staatsgrenze Niederlande/Deutschland |

Die Bahnstrecke Stadskanaal–Ter Apel Rijksgrens ist eine am 2. Mai 1924 eröffnete Verbindung zwischen Stadskanaal und der niederländisch-deutschen Grenze bei Rütenbrock.

## Geschichte
Anfang des 20. Jahrhunderts war geplant, die Eisenbahnstrecke von Stadskanaal nach Ter Apel bis Meppen weiterzuführen. Für den deutschen Streckenabschnitt erteilte die preußische Regierung 1910 dem Landkreis Meppen die Baugenehmigung, doch ruhte das Vorhaben im Ersten Weltkrieg.  1920 unternahm der Landkreis Meppen einen zweiten Anlauf. Diesmal verhinderte die Inflation die Verwirklichung des Vorhabens. Auch ein dritter Anlauf nach der Einführung der Rentenmark scheiterte.
Derweil hatte die niederländische Eisenbahngesellschaft Stadskanaal-Ter Apel-Rijksgrens (STAR) im Vertrauen auf die deutsche Zusage die Strecke von Ter Apel bis zur Grenze fertiggestellt. 1924 nahm sie den Betrieb auf. Sie war jedoch von Anbeginn unrentabel, da sie an der Grenze endete und ohne Anschluss an das deutsche Netz blieb. Nach nur zwei Jahren wurde die Strecke Ter Apel–Ter Apel Rijksgrens stillgelegt – und damit erst richtig bekannt. Denn die STAR-Linie war und ist die niederländische Bahnstrecke mit der kürzesten Betriebsdauer. Bereits 1935 folgte der Abschnitt Musselkanaal–Ter Apel, allerdings wurde der Güterverkehr 1941–1942 und 1946–1972 wieder aufgenommen. Die Bahngesellschaft STAR wurde 1959 von der Niederländischen Staatsbahn übernommen. Zwischen Stadskanaal und Musselkanaal kam es 1972 zur Einstellung des Güterverkehrs und in der Folge wurde der Abschnitt Zandberg–Ter Apel bis 1978 abgebaut. Später folgte auch noch der Abschnitt Musselkanaal–Zandberg.
Seit 1994 verkehrt ab Bahnhof Veendam über Stadskanaal bis Musselkanaal eine Museumsbahn der "Stichting Stadskanaal Rail" (S·T·A·R). Diese fährt zwischen Juli und August meist am Mittwoch, Donnerstag und Sonntag, außerdem daneben in der Vor- und Nachsaison an bestimmten Wochenenden und Feiertagen. Seit Oktober 2018 ist der Abschnitt Nieuw-Buinen–Musselkanaal wegen Oberbaumängeln gesperrt.

## Galerie

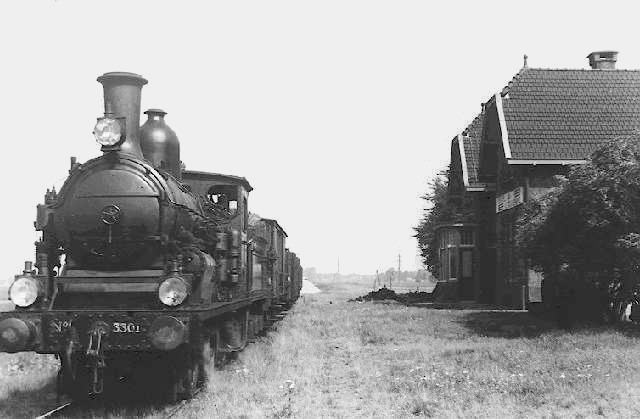
Bahnhof Ter Apelkanaal-Vetstukkenmond mit einer Lok der NS-serie 3300 (1947)
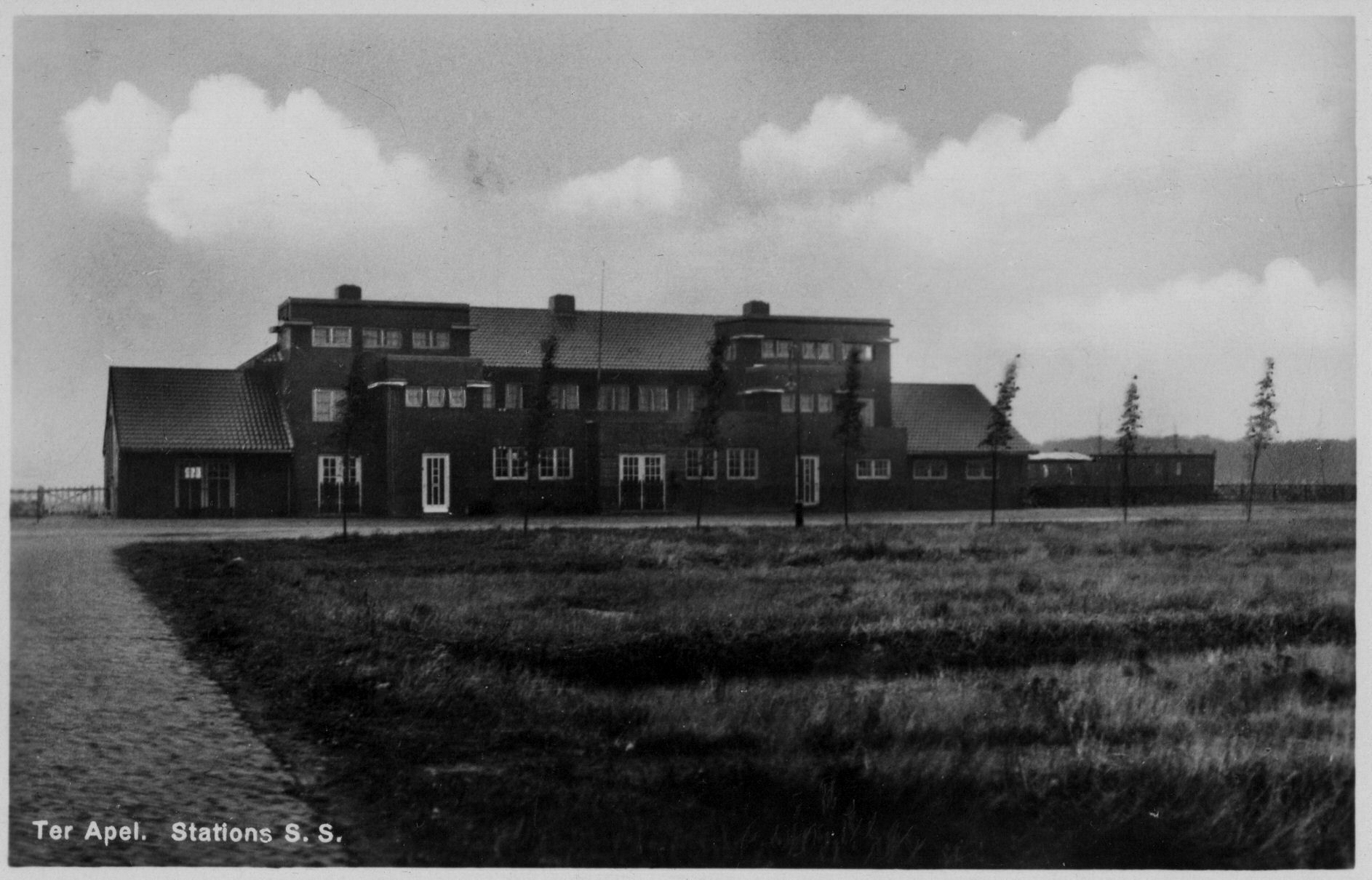
Bahnhof Ter Apel in den 1930er Jahren
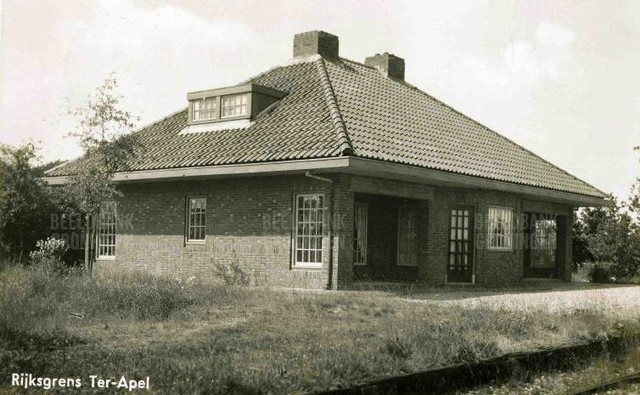
Bahnhof Ter Apel Rijksgrens
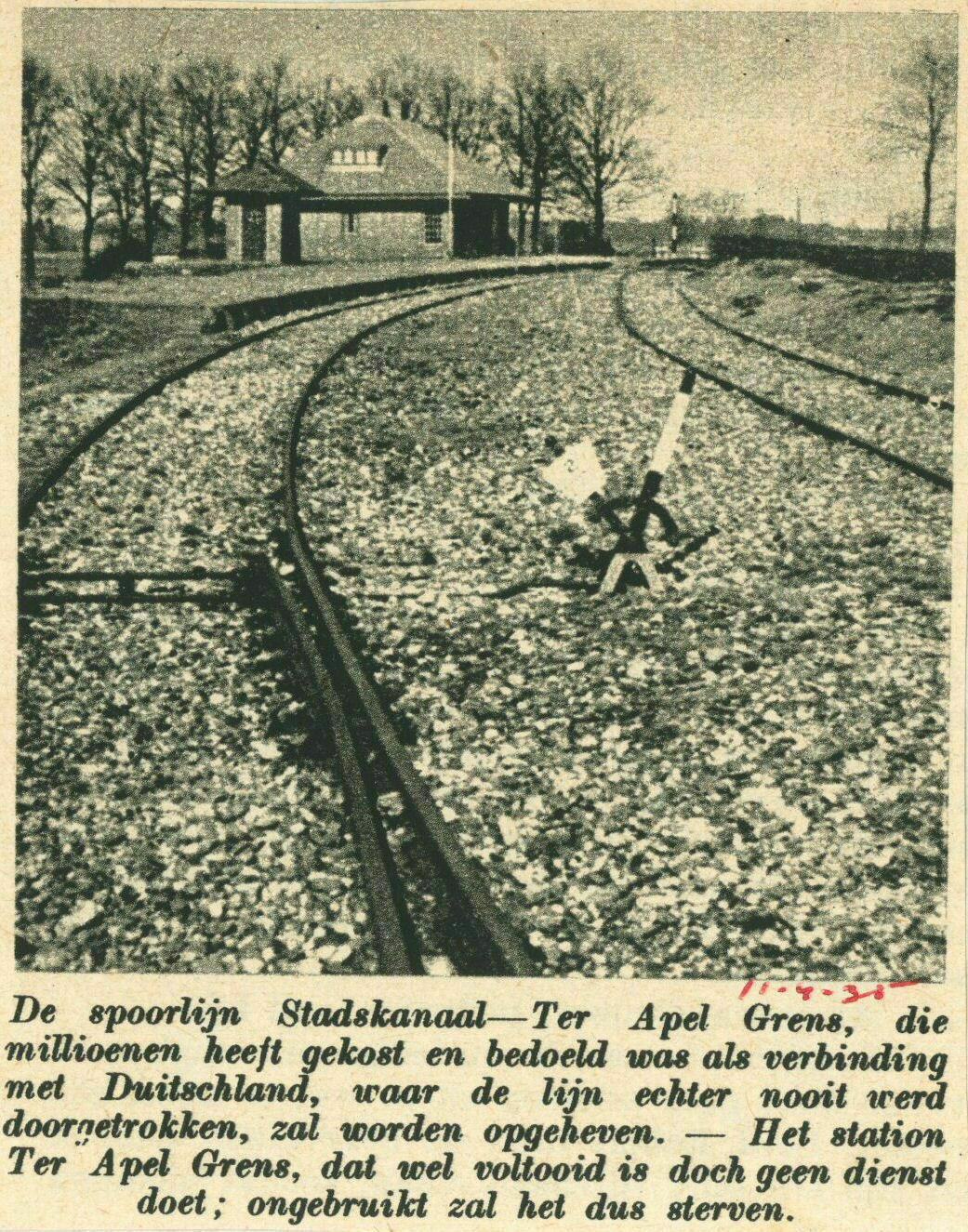
Bahnhof Ter Apel Rijksgrens im März 1935
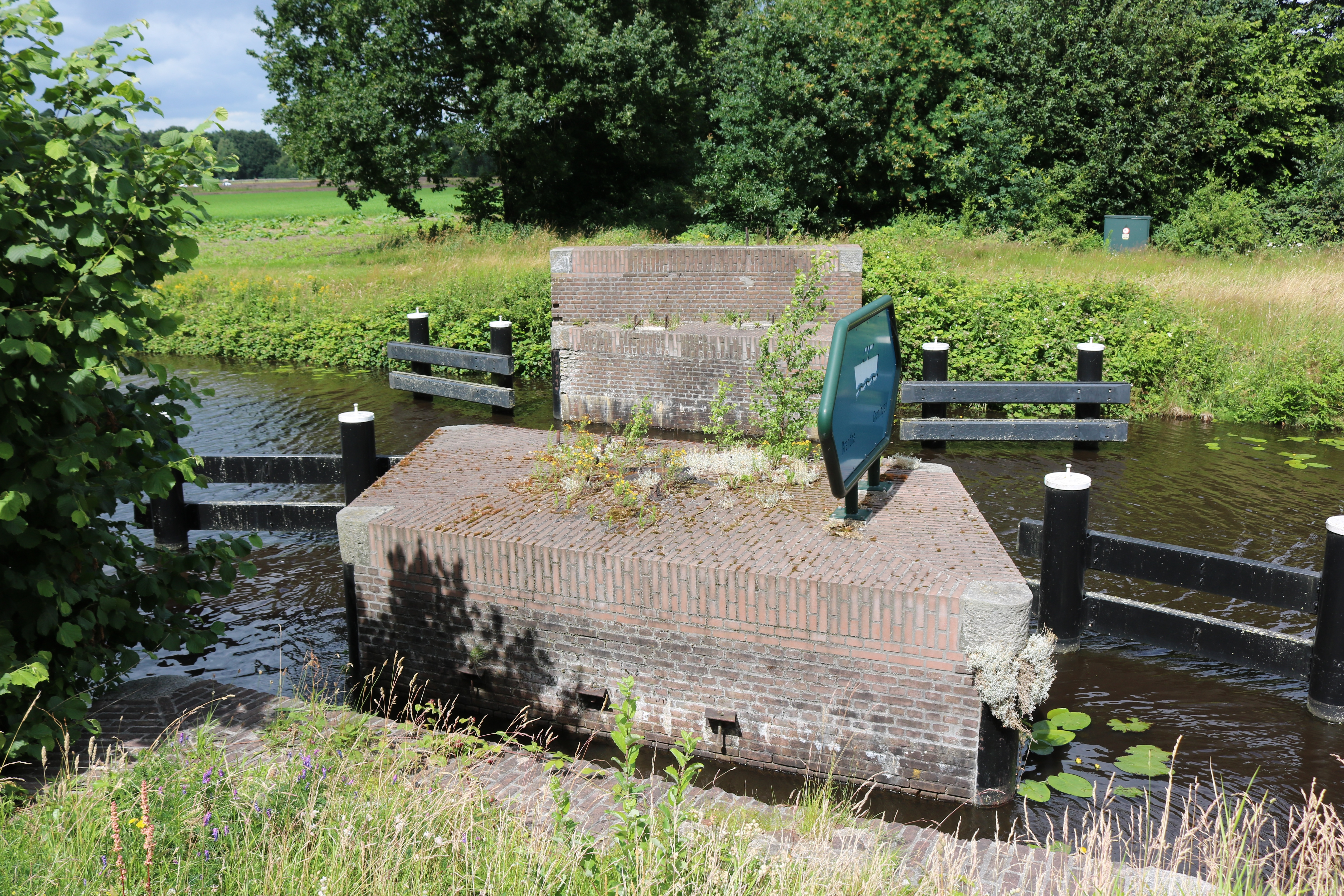
Ehemalige Eisenbahnbrücke über den Haren-Rütenbrock-Kanal (2018)
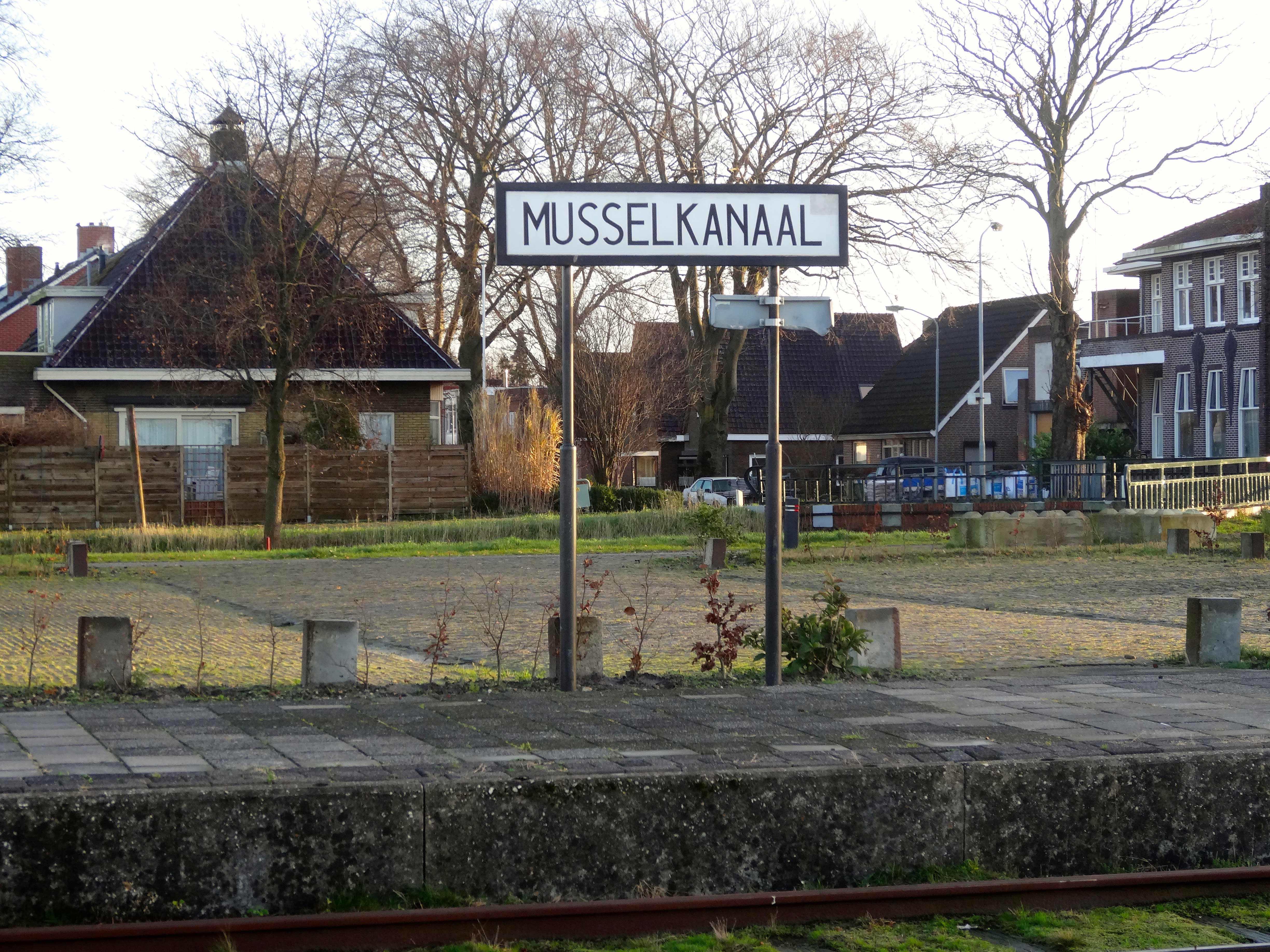
Bahnhof Musselkanaal von der "Stichting Stadskanaal Rail" (S·T·A·R) (2015)